# Людвіг Ольдах
Людвіг Август Карл Ольдах (нім. Ludwig August Karl Oldach; 21 вересня 1888, Гольдберг — 27 січня 1987, Фленсбург) — німецький державний службовець і політик, штандартенфюрер СС.

## Біографія
1 травня 1905 року вступив в судову службу Мекленбургу, потім перейшов в Імперське управління фінансів. В 1910-11 роках служив у 90-му фузілерному полку (Вісмар). В серпні 1914 року призваний в 2-й гренадерський полк. Учасник Першої світової війни. В 1915 році демобілізований через поранення і повернувся в управління фінансів.З 1 квітня 1922 року — старший податковий інспектор Пархіма. В 1925 році вступив в НСДАП (квиток №3 206). В 1925-33 роках — районний керівник НСДАП в Пархімі. В 1928-33 роках — депутат міської ради Пархіма, в 1932-33 роках — ландтагу Мекленбург-Шверіна. З 15 травня 1933 року — міський радник Вісмара. 1 листопада 1933 року вступив в СС (посвідчення №36 205). З 15 листопада 1933 по 8 травня 1945 року — державний радник і голова поліцейського відділку Шверіна. З 14 липня 1934 року — депутат рейхстагу від Мекленбургу замість вбитого під час Ночі довгих ножів Фріца фон Крауссера. Під час Другої світової війни був офіційно зарахований у війська СС, проте у бойових діях не брав участі. В 1945 році перемістив свій відділок у Фленсбург. Після війни заарештований британською окупаційною владою. В 1948 році засуджений до трьох років ув'язнення, проте був звільнений у зв'язку з врахуванням терміну перебування в полоні. В 1954 році амністований.

## Звання
- Оберштурмфюрер СС (15 червня 1934)
- Гауптштурмфюрер СС (20 квітня 1935)
- Штурмбаннфюрер СС (9 листопада 1936)
- Оберштурмбаннфюрер СС (1 листопада 1938)
- Штандартенфюрер СС (30 січня 1943)

## Нагороди
- Нагрудний знак «За поранення» в чорному
- Золотий партійний знак НСДАП
- Почесний хрест ветерана війни з мечами
- Хрест Воєнних заслуг 2-го і 1-го класу з мечами